# Periferija Južni Egej
Južni Egej (grčki: Περιφέρεια Νοτίου Αιγαίου) je jedna od trinaest grčkih periferija. 
U ovoj Otočkoj periferiji nalaze se otočke skupine Cikladi i Dodekanez iz Egejskog mora. 
Glavni grad ove periferije je metropola otoka Siros - Ermoupolis,  dio uprave smješten je u gradu Rodosu, koji je po mnogočemu gospodarsko, društveno i turističko sjedište ove periferije.

## Veći gradovi i općine u periferiji Južni Egej
- Ermoupolis (Ερμούπολη)
- Ialisós (Ιαλυσός)
- Kalitea (Καλλιθέα)
- Kálimnos (Κάλυμνος)
- Kos (Κως)
- Mikonos (Μύκονος)
- Náksos (Νάξος)
- Páros (Πάρος)
- Petaloúdes (Πεταλούδες)
- Rodos (Ρόδος)
- Santoríni (Σαντορίνη